# Mitsubishi Ki-57
Mitsubishi Ki-57 – japoński samolot transportowy opracowany na początku lat 40. XX wieku jako wersja rozwojowa ciężkiego bombowca Mitsubishi Ki-21. Ki-57 był początkowo projektowany na zamówienie linii lotniczych jako samolot pasażerski. W czasie II wojny światowej samolot służył w siłach powietrznych Cesarskiej Armii Japońskiej i Cesarskiej Marynarki Wojennej. W czasie wojny nosił alianckie oznaczenie Topsy.

## Tło historyczne
W grudniu 1938 doszło do połączenia dwóch japońskich linii lotniczych Japan Air Transport Company i International Air Lines, które stworzyły nową firmę o nazwie Japan Air Lines Company. Nowo powstałe linie lotnicze rozpoczęły poszukiwania nowoczesnego samolotu pasażerko-transportowego, który miał być używany na międzynarodowych trasach. Wymagane osiągi samolotu były zbliżone do tych, jakie posiadał używany wówczas w wojnie japońsko-chińskiej ciężki bombowiec Mitsubishi Ki-21 i kierownictwo Japan Air Lines Company zwróciło się do Mitsubishi Jukogyo z prośbą o zaprojektowania nowego samolotu pasażersko-towarowego bazującego na tym bombowcu. W sierpniu Japan Air Lines Company przeszły kolejną reorganizację, powstała wówczas nowa, narodowa linia lotnicza Greater Japan Air Line Company (Dai Nippon Koku), 37,25% akcji spółki było w rękach państwa, po przekształceniu linii w spółkę państwową japońskie ministerstwo lotnictwa Koku Hombu poinstruowało zakłady Mitsubishi, aby zaprojektowały one samolot pasażersko-transportowy podobny do tego, o jaki prosiły wcześniej linie lotnicze. Nowy samolot otrzymał oznaczenie wojskowe Ki-57 (Samolot Transportowy Typ 100 Model 1) i cywilne MC-20 (Mitsubishi Commercial). Według wymagań Koku Hombu Ki-57 miał mieć załogę składającą się z czterech osób i być w stanie przenieść jedenastu pasażerów na odległość 1400 km z prędkością przelotową 300 km/h, przy zmniejszonym ładunku zasięg samolotu miał wynosić początkowo 2000 km, w późniejszym czasie wymaganie to wzrosło do 3000 km. Maksymalna masa samolotu nie miała przekraczać 7900 kg.
Jeszcze w czasie trwania prac projektowych nad Ki-57, w lutym 1940 linie lotnicze Dai Nippon Koku otrzymały kilkanaście samolotów Ki-21-Ia, które zostały wycofane z aktywnej służby w Chinach z racji ich niewystarczającego uzbrojenia, samoloty te otrzymały oznaczenie MC-21 i były używane do szkolenia pilotów oraz przewozu towarów pomiędzy Japonią, Mandżurią i Chinami. W wersji cywilnej z samolotów usunięto całe uzbrojenie i wyposażenie wojskowe, ale początkowo zachowano zarówno przeszklony nos jak i przeszkloną, tylną kabinę (greenhouse, dosł. „szklarnia”). W późniejszym czasie obydwie te kabiny zostały pokryte metalem, co znacznie poprawiło właściwości aerodynamiczne samolotu, w tej wersji MC-21 miał lepsze osiągi zarówno od Ki-21-I i Ki-57-I z tymi samymi silnikami. MC-21 były używane zazwyczaj do przewozu towarów, ale mogły być także przystosowane do przewozu dziewięciu pasażerów w prymitywnej kabinie. Znane rejestracje MC-21 to J-BFOA „Hiei”, J-BFOV „Rokko” i J-BFOW.

## Opis konstrukcji
Mitsubishi Ki-57 (MC-20) był dwusilnikowym samolotem pasażersko-transportowym o układzie dolnopłata i konstrukcji metalowej z powierzchniami sterowymi krytymi płótnem.
W pierwszej wersji samolot napędzany był dwoma 14-cylindrowymi, chłodzonymi powietrzem silnikami gwiazdowymi typu Nakajima Ha-5 o mocy 950 KM z trójpłatowymi, metalowymi śmigłami o zmiennym skoku. W późniejszej wersji (Ki-57-II i MC-20-II) napędzany był silnikami Mitsubishi Ha-102 o mocy 1080 KM ze śmigłami o stałej prędkości obrotowej.
Załogę stanowiły cztery osoby, samolot nie był uzbrojony.
|                               | Ki-57-I                      | Ki-57-II                     |
| ----------------------------- | ---------------------------- | ---------------------------- |
| Rozpiętość skrzydeł (m)       | 22,6                         | 22,6                         |
| Długość (m)                   | 16,1                         | 16,1                         |
| Wysokość (m)                  | 4,77                         | 4,86                         |
| Masa własna (kg)              | 5522                         | 5586                         |
| Maksymalna masa startowa (kg) | 7860                         | 8173                         |
| Prędkość maksymalna           | 430 km/h na wysokości 3400 m | 470 km/h na wysokości 5800 m |
| Prędkość przelotowa           | 320 km/h na wysokości 3000 m | ?                            |
| Pułap operacyjny (m)          | 7000                         | 8000                         |
| Zasięg normalny (km)          | 1500                         | 1500                         |
| Zasięg maksymalny (km)        | 3000                         | 3000                         |

## Historia

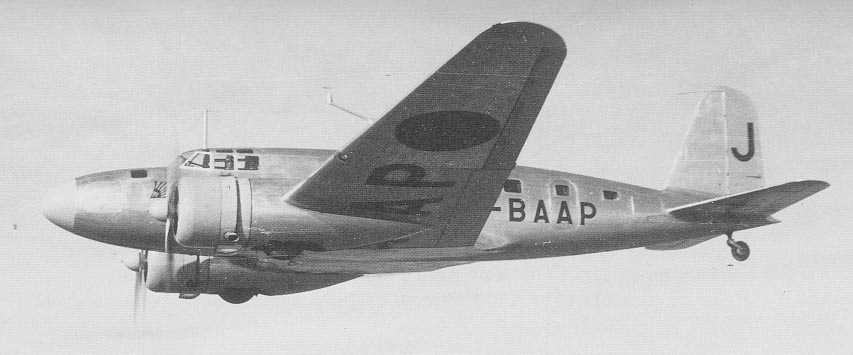
Należący do dziennika „Asahi Shimbun” MC-20 znany pod nazwą „Asagumo” (dosł. Poranna chmura)

Pierwszy prototyp został ukończony w lipcu 1940 i oblatany miesiąc później. Samolot w znacznej mierze bazował na Ki-21 i różnił się od niego jedynie rozmiarami i konstrukcją kadłuba oraz położeniem skrzydła (Ki-21 był średniopłatem) i w czasie oblatywania go nie odkryto żadnych poważnych problemów związanych z nową konstrukcją, niemniej czwarty prototyp rozbił się w czasie lotu próbnego w grudniu 1940 w okolicach Tokio. Pomimo katastrofy, w której zginęło czternaście osób, samolot wszedł do produkcji seryjnej, produkowany był jako MC-20 dla Dai Nippon Koku i Ki-57 dla sił powietrznych Armii, część samolotów Armii została przekazana siłom lotniczym Marynarki, gdzie znany był jako Mitsubishi L4M1 (Samolot Transportowy Marynarki Typu O).  
W służbie cywilnej samolot używany był do regularnych lotów pomiędzy Japonią a południowo-wschodnią Azją oraz wyspami południowo-zachodniego Pacyfiku. Przed wojną samoloty cywilne były także czarterowane przez Armię.
W marcu 1941 zakłady Mitsubishi otrzymały polecenie opracowania nowej wersji Ki-57/MC-20 wykorzystujące ulepszenia aerodynamiczne użyte w projektowaniu Ki-21-II. W nowej wersji samolot otrzymał gondole silnikowe z Ki-21-II, ale został wyposażony w silniki Mitsubishi Ha-102, a częściowo chowane do gondoli podwozie główne nie otrzymało owiewek użytych w nowej wersji bombowca.  Wszystkie samoloty w obydwu wersjach były zbudowane w zakładach Mitsubishi, w 1944 planowano także rozpocząć produkcję w zakładach Nippon Kokusai Kogyo, do czego jednak nigdy nie doszło.
W czasie wojny Ki-57 używany był jako standardowy samolot pasażerski Armii i Marynarki, używany był także do zadań bojowych (zobacz sekcję „Użycie bojowe”).
Po zakończeniu wojny, 24 sierpnia 1945 w Japonii wprowadzono całkowity zakaz lotów dla japońskich samolotów, ale z powodu znacznych zniszczeń japońskiej naziemnej sieci transportowej dokonanych przez amerykańskie samoloty 15 września część samolotów MC-20 zostało dopuszczonych do lotów. Wszystkie loty obsługiwane były przez Dai Nippon Koku pod bardzo ścisłą kontrolą amerykańską, samoloty były oznaczone dużym zielonym krzyżem na białym tle. Wszystkie japońskie loty zostały ostatecznie zakazane 10 października 1945 i wszystkie MC-20 które przetrwały wojnę zostały złomowane wraz z innymi japońskimi samolotami.
Łącznie w latach 1940–1945 wyprodukowano 507 samolotów tego typu, z czego 101 w wersji pierwszej: 
- rok finansowy 1940 (lipiec 1940 – marzec 1941) – 27
- rok finansowy 1941 (kwiecień 1941 – marzec 1942) – 65
- rok finansowy 1942 (kwiecień 1942 – maj 1942) – 6

Oraz 406 w wersji Ki-57-II/MC-20-II:
- rok finansowy 1942 (maj 1942 – marzec 1943) – 72
- rok finansowy 1943 (kwiecień 1943 – marzec 1944) – 221
- rok finansowy 1944 (kwiecień 1944 – styczeń 1945) – 113.

Dodatkowo powstała nieznana liczba wcześniejszych MC-21 przebudowanych z Ki-21-I.

## Użycie bojowe
W czasie II wojny światowej samoloty Ki-57/L4M1 używane były na wszystkich japońskich teatrach działań. Ki-57/L4M1 był standardowym samolotem pasażerskim Armii i Marynarki, używany był także do transportu spadochroniarzy, jako samolot komunikacyjny i wsparcia logistycznego.
14 lutego 1942 należące do 1 Teishin Hikosentai (dosł. 1 Pułk Uderzeniowy Powietrzny) wzięły udział w Operacji L, która była częścią inwazji na Sumatrę. Z ich pokładów Sumatrę zaatakowało około 360 spadochroniarzy 1 Teishin Rentai (dosł. 1 Pułk Uderzeniowy), który zajęli kilka rafinerii na wyspie.
| Jednostka                | Okres                            | Teatr działań                                                                            |
| ------------------------ | -------------------------------- | ---------------------------------------------------------------------------------------- |
| 108 Sentai               | październik 1944 – sierpień 1945 |                                                                                          |
| 109 Sentai               | październik 1944 – sierpień 1945 | Półwysep Malajski, Sumatra, Indochiny                                                    |
| 20 Dokuritsu Hiko Chutai | marzec 1943 – maj 1945           | Japonia, Nowa Gwinea                                                                     |
| 7 Hikodan                | lipiec 1941 – sierpień 1945      | Chiny, Indochiny, Tajlandia, półwysep Malajski, Birma, Filipiny, Borneo, Japonia         |
| 4 Hikoshidan             | 1942 – sierpień 1945             | Mandżuria, Filipiny, Japonia                                                             |
| 9 Hikoshidan             | grudzień 1943 – sierpień 1945    | Sumatra, półwysep Malajski, Celebes, Jawa, Filipiny, Formoza, Indochiny, Borneo, Japonia |
| 2 Shudan                 | lipiec 1941 – lipiec 1942        | Mandżuria                                                                                |
| 2 Kokugun                | lipiec 1942 – sierpień 1945      | Mandżuria                                                                                |
| 3 Kokugun                | 1942 – sierpień 1945             | Birma, Tajlandia, Indochiny                                                              |
| 4 Kokugun                | listopad 1943 – luty 1945        | Nowa Brytania, Nowa Gwinea, Celebes, Filipiny                                            |
| 6 Kokugun                | grudzień 1944 – sierpień 1945    | Japonia                                                                                  |
| 1 Teishin Hikosentai     | 1941 – 1942                      | Półwysep Malajski, Holenderskie Indie Wschodnie                                          |